# Euphyllia ancora
Euphyllia ancora is een rifkoralensoort uit de familie van de Euphylliidae. De wetenschappelijke naam van de soort is voor het eerst geldig gepubliceerd in 1980 door Veron & Pichon.
De soort komt voor in de noordelijke Indische Oceaan, in het Indo-Pacifisch gebied, bij Australië, in Zuidoost-Azië, Zuid-Japan, in de Oost-Chinese Zee en verder naar het oosten tot bij Papoea-Nieuw-Guinea en de Salomonseilanden. De soort komt ook voor bij het eiland Palau. Ze staat op de Rode Lijst van de IUCN geklasseerd als 'kwetsbaar'.